# Cuneo Niidžima
Cuneo Niidžima (tudi Tsuneo Niijima ali japonsko 新島恒男), japonski astronom.

## Delo
Je uspešen odkritelj asteroidov. Asteroide je odkrival skupaj z japonskim astronomom Takešijem Uratom.

Je tudi soodkritelj periodičnega kometa 112P/Urata-Niijima
Po njem so poimenovali asteroid 5507 Niidžima.
1. ↑  http://cfa-www.harvard.edu/iau/lists/MPDiscsAlpha.html
2. ↑  http://www.sunfield.ne.jp/~ichikawa/OAC/index.htm